# 福爾斯奧夫拉夫 (肯塔基州)
福爾斯奧夫拉夫（英語：Falls of Rough）是位於美國肯塔基州布雷肯里奇縣和格雷森縣的一個非建制地區。

## 地理
福爾斯奧夫拉夫所處的海拔為高於海平面148米（即486英呎），而該地所採用的時區為UTC-6，即北美中部時區（CST）。同時該地設有夏令時間，為UTC-6調快一小時，即UTC-5（CDT）。